# کوه سیلورتیپ
کوه سیلورتیپ (به انگلیسی: Silvertip Mountain) یک کوه در کانادا است که در بریتیش کلمبیا واقع شده‌است. کوه سیلورتیپ ۲٬۵۹۶ متر بالاتر از سطح دریا واقع شده‌است.